# Colombier-le-Jeune
Colombier-le-Jeune é uma comuna francesa na região administrativa de Auvérnia-Ródano-Alpes, no departamento de Ardèche. Estende-se por uma área de 15,14 km². Em 2010 a comuna tinha 580 habitantes (densidade: 38,3 hab./km²).